# Martín Alexis González
Martín Alexis González (n. Montevideo, Uruguay; 9 de febrero de 1990) es un futbolista uruguayo. Juega de defensa central y su equipo actual es Liga de Portoviejo de la Segunda Categoría de Ecuador.

## Trayectoria
Inició su carrera en Montevideo Wanderers en el año 2009, hizo las categorías formativas en dicho club y debutó en la Primera División de Uruguay bajo la dirección técnica de Salvador Capitano, exactamente el 23 de agosto de 2009 en la derrota 0–2 con Peñarol, jugó todo el partido arrancando de titular.
Durante las siguientes temporadas estuvo en varios equipos en la Primera División, entre ellos el Club Atlético Progreso, Club Sportivo Cerrito, Danubio, Cerro Largo, Club Atlético Atenas. Con la camiseta de Cerro Largo marca su primer gol en la máxima categoría uruguaya el 23 de marzo de 2014 ante el Liverpool Fútbol Club, convirtió el primer gol a los 21 minutos en el empate 2–2.
En tanto que con el Club Atlético Boston River a nivel de torneo internacionales ha jugado la Copa Sudamericana, su debut a nivel Conmebol fue el 28 de febrero de 2017 en el partido de la primera fase de la Copa Sudamericana 2017 ante Comerciantes Unidos de Perú.
En enero de 2020, González firmó con Liga de Portoviejo en Ecuador, siendo esta su segunda experiencia internacional. Hizo su debut el 21 de febrero contra el Deportivo Cuenca en el Estadio Reales Tamarindos, el resultado final fue victoria para Cuenca por 2–4 en la fecha 2 de la LigaPro Banco Pichincha. Anteriormente en 2017 tuvo su primera experiencia internacional con Atlético Bucaramanga de Colombia.
A nivel de selecciones nacionales, fue parte del equipo sub-17 en el campeonato sudamericano de la categoría que se realizó en Ecuador en 2007, disputó en total 3 partidos.

## Participaciones internacionales
| Torneo                 | Club            | Resultado    |
| ---------------------- | --------------- | ------------ |
| Copa Sudamericana 2017 | Boston River    | Segunda fase |
| Copa Sudamericana 2019 | Liverpool F. C. | Segunda fase |

## Estadísticas
- Actualizado al 2 de mayo de 2020.[8]

### Clubes
| Montevideo Wanderers · Uruguay |               |               |     |    |    |    |    |    |     |       |       |
| 1.ª | 2009-10       | 30            | 0   | -- | -- | -- | -- | 30 | 0   | 0.00  |       |
| 1.ª | 2010-11       | 23            | 0   | -- | -- | -- | -- | 23 | 0   | 0.00  |       |
| 1.ª | 2011-12       | 7             | 0   | -- | -- | -- | -- | 7  | 0   | 0.00  |       |
| Total club | Total club    | 60            | 0   | -- | -- | -- | -- | 60 | 0   | 0.00  |       |
| Cerrito · Uruguay |               |               |     |    |    |    |    |    |     |       |       |
| 1.ª | 2011-12       | 14            | 0   | -- | -- | -- | -- | 14 | 0   | 0.00  |       |
| Total club | Total club    | 14            | 0   | -- | -- | -- | -- | 14 | 0   | 0.00  |       |
| Progreso · Uruguay |               |               |     |    |    |    |    |    |     |       |       |
| 1.ª | 2012-13       | 9             | 0   | -- | -- | -- | -- | 9  | 0   | 0.00  |       |
| Total club | Total club    | 9             | 0   | -- | -- | -- | -- | 9  | 0   | 0.00  |       |
| Danubio · Uruguay |               |               |     |    |    |    |    |    |     |       |       |
| 1.ª | 2012-13       | 5             | 0   | -- | -- | -- | -- | 5  | 0   | 0.00  |       |
| 1.ª | 2013-14       | 0             | 0   | -- | -- | -- | -- | 0  | 0   | 0.00  |       |
| Total club | Total club    | 5             | 0   | -- | -- | -- | -- | 5  | 0   | 0.00  |       |
| Cerro Largo · Uruguay |               |               |     |    |    |    |    |    |     |       |       |
| 1.ª | 2013-14       | 11            | 1   | -- | -- | -- | -- | 11 | 1   | 0.091 |       |
| 2.ª | 2014-15       | 10            | 0   | -- | -- | -- | -- | 10 | 0   | 0.00  |       |
| Total club | Total club    | 21            | 1   | -- | -- | -- | -- | 21 | 1   | 0.048 |       |
| C. A. Atenas · Uruguay |               |               |     |    |    |    |    |    |     |       |       |
| 2.ª | 2015-16       | 18            | 1   | -- | -- | -- | -- | 18 | 1   | 0.056 |       |
| Total club | Total club    | 18            | 1   | -- | -- | -- | -- | 18 | 1   | 0.056 |       |
| Boston River · Uruguay |               |               |     |    |    |    |    |    |     |       |       |
| 1.ª | 2016          | 14            | 0   | -- | -- | -- | -- | 14 | 0   | 0.00  |       |
| 1.ª | 2017          | 16            | 0   | -- | -- | 2  | 0  | 18 | 0   | 0.00  |       |
| Total club | Total club    | 30            | 0   | -- | -- | 2  | 0  | 32 | 0   | 0.00  |       |
| Atlético Bucaramanga · Colombia |               |               |     |    |    |    |    |    |     |       |       |
| 1.ª | 2017          | 11            | 0   | 0  | 0  | -- | -- | 11 | 0   | 0.00  |       |
| 1.ª | 2018          | 16            | 0   | 0  | 0  | -- | -- | 16 | 0   | 0.00  |       |
| Total club | Total club    | 27            | 0   | 0  | 0  | -- | -- | 27 | 0   | 0.00  |       |
| Liverpool F. C. · Uruguay |               |               |     |    |    |    |    |    |     |       |       |
| 1.ª | 2018          | 12            | 1   | -- | -- | -- | -- | 12 | 1   | 0.083 |       |
| 1.ª | 2019          | 14            | 0   | -- | -- | 2  | 0  | 16 | 0   | 0.00  |       |
| Total club | Total club    | 26            | 1   | -- | -- | 2  | 0  | 28 | 1   | 0.036 |       |
| Liga de Portoviejo · Ecuador |               |               |     |    |    |    |    |    |     |       |       |
| 1.ª | 2020          | 4             | 0   | 0  | 0  | -- | -- | 4  | 0   | 0.00  |       |
| Total club | Total club    | 4             | 0   | 0  | 0  | -- | -- | 4  | 0   | 0.00  |       |
| Total carrera | Total carrera | Total carrera | 214 | 3  | 0  | 0  | 4  | 0  | 218 | 3     | 0.014 |
| (1) Incluye datos de Copa Colombia y Copa Ecuador. (2) Incluye datos de Copa Libertadores y Copa Sudamericana. (3) No incluye goles en partidos amistosos. |               |               |     |    |    |    |    |    |     |       |       |